# Matt Cooper
Matthew Cooper (Port Kempla, 18 aprile 1979) è un rugbista a 13 australiano, centro del St. George Illawarra.